# Musée de la préfecture de police
Le musée de la préfecture de police, ou collections historiques de la préfecture de police, est un musée parisien situé au troisième étage de l'hôtel de police du 5e arrondissement de Paris, se trouvant au 4, rue de la Montagne-Sainte-Geneviève.
Il propose une histoire de la police, du XVIIe siècle jusqu'à nos jours.

## Histoire
Ce musée a été créé en 1909 à l'instigation du préfet Louis Lépine, à l'aide des pièces réunies pour l'exposition universelle de 1900. Des dons et des acquisitions ont permis de compléter les collections au fur et à mesure qui sont aujourd'hui exposées dans des locaux d'une superficie de 300 m2.
Le musée est l'une des sections du département patrimonial du Service de la mémoire et des affaires culturelles (SMAC) de la préfecture de police de Paris. Les archives exposées proviennent de la section « archives définitives », chargée de la collecte et de la conservation des archives définitives au sein de cette institution.

### Déménagement envisagé
Se trouvant trop à l'étroit dans ses anciens locaux, il est envisagé le déménagement des collections après 2017 sur l'île de la Cité, dans une partie du bâtiment actuellement occupé par l'état-major et les services communs de la Direction régionale de la police judiciaire au fameux 36, quai des Orfèvres.

## Collections
Du prévôt de Paris (1032) à la police municipale telle qu'on la connaît, le musée propose un parcours chronologique mettant en scène les différentes étapes et mutations de ce corps.
De nombreux documents historiques (registres d'écrou, lettres de cachet signées du roi, pièces à conviction...) rendent ce musée attrayant. On trouve ainsi, sur la période révolutionnaire, les ordres d'arrestation de Beaumarchais, Lavoisier, Joséphine de Beauharnais, Charlotte Corday, Danton et Madame Roland...
Quelques grandes affaires criminelles font l'objet de présentations : l'affaire des poisons, l'affaire du collier de la reine, l'affaire du courrier de Lyon, le procès de Landru, les attentats anarchistes, les affaires Casque d'Or et Steinheil, l'affaire de la bande à Bonnot, l'affaire Petiot...

### Accessibilité
Le musée de la préfecture de police est accessible par la ligne de métro 10 à la station Maubert - Mutualité.

## Galerie de costumes

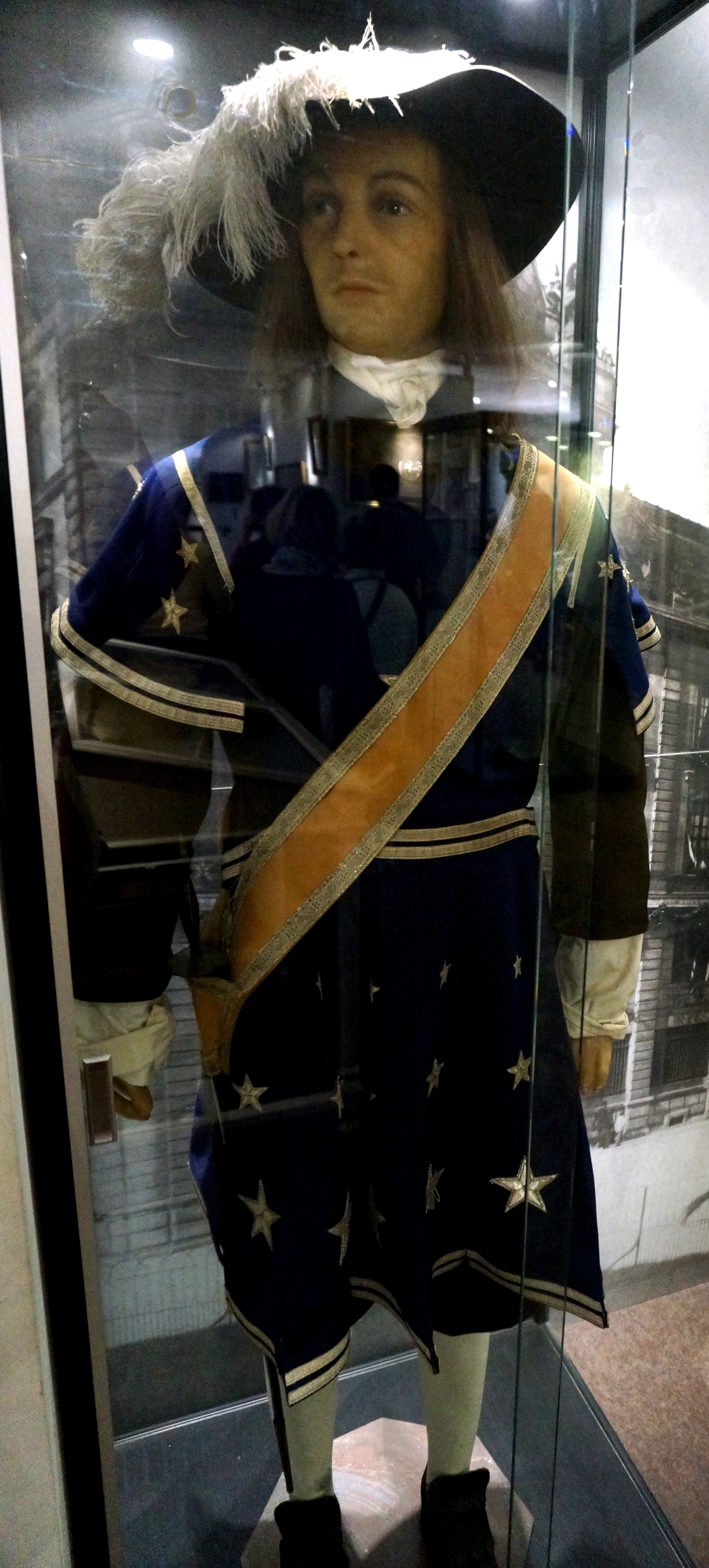
Archer du guet, compagnie de l'étoile (1660).
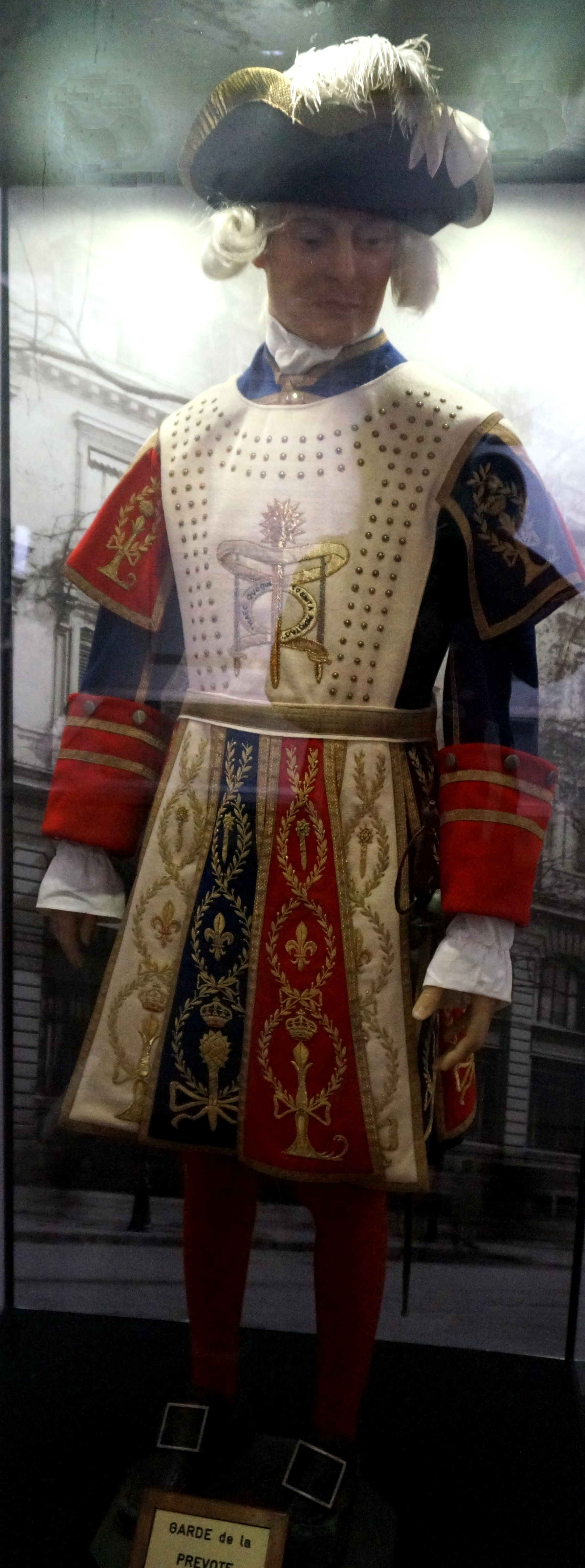
Garde de la prévôté XVIIIe.
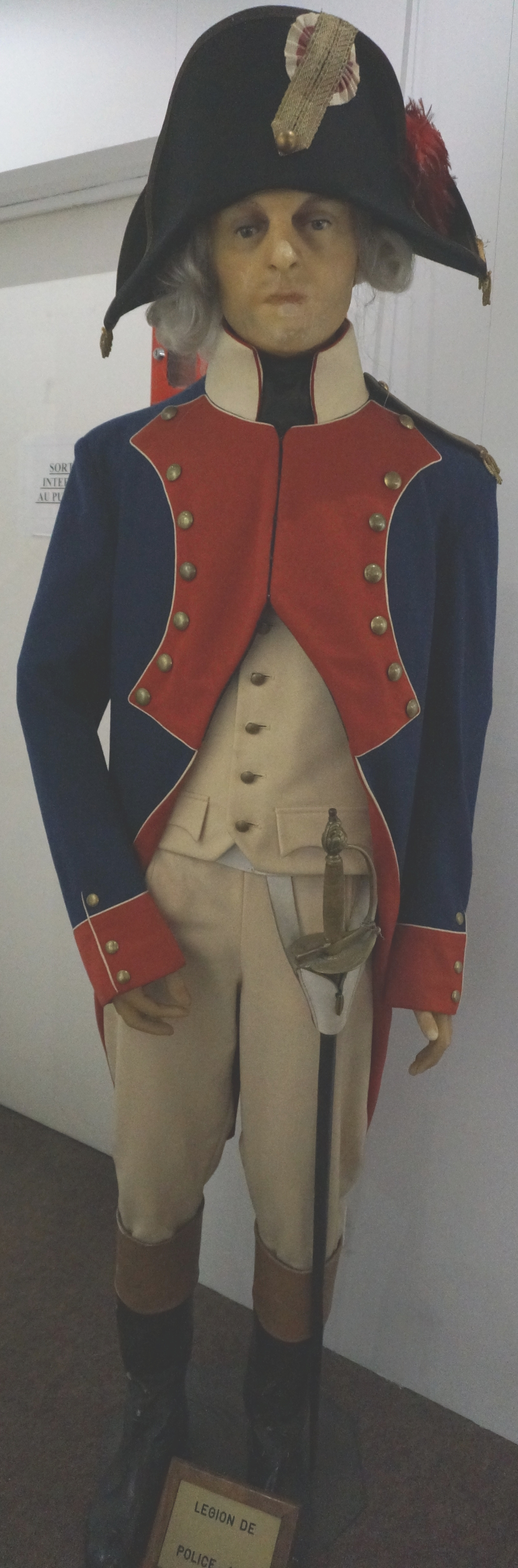
Légion de police.
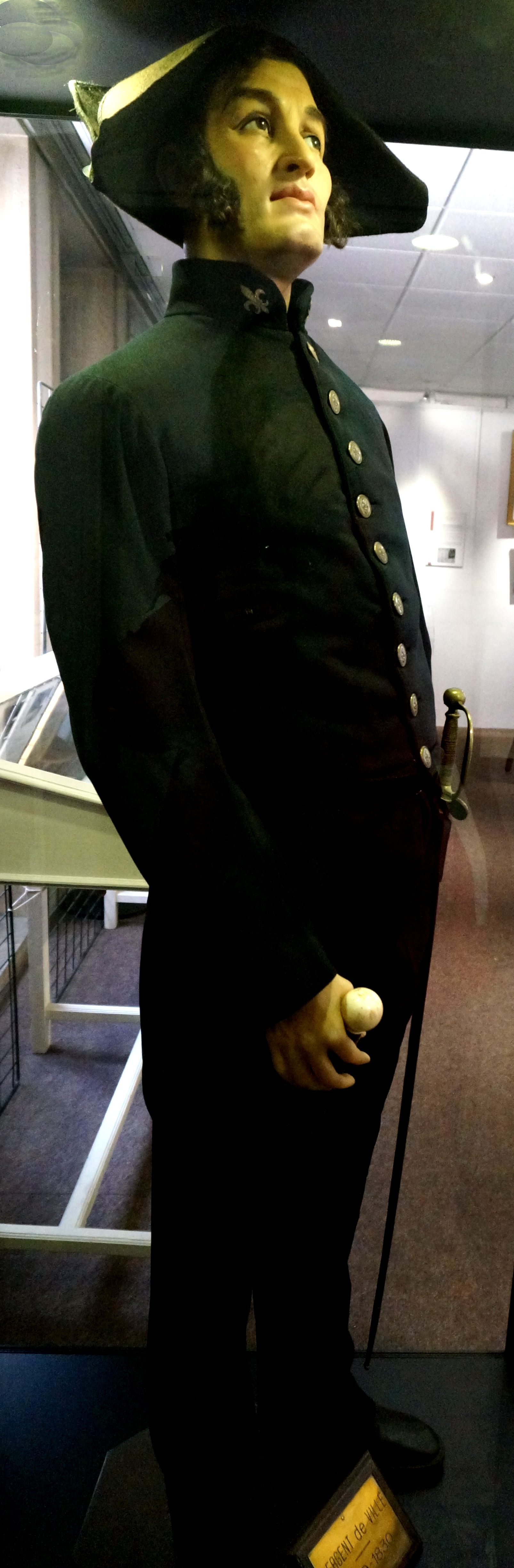
Sergent de ville 1829.
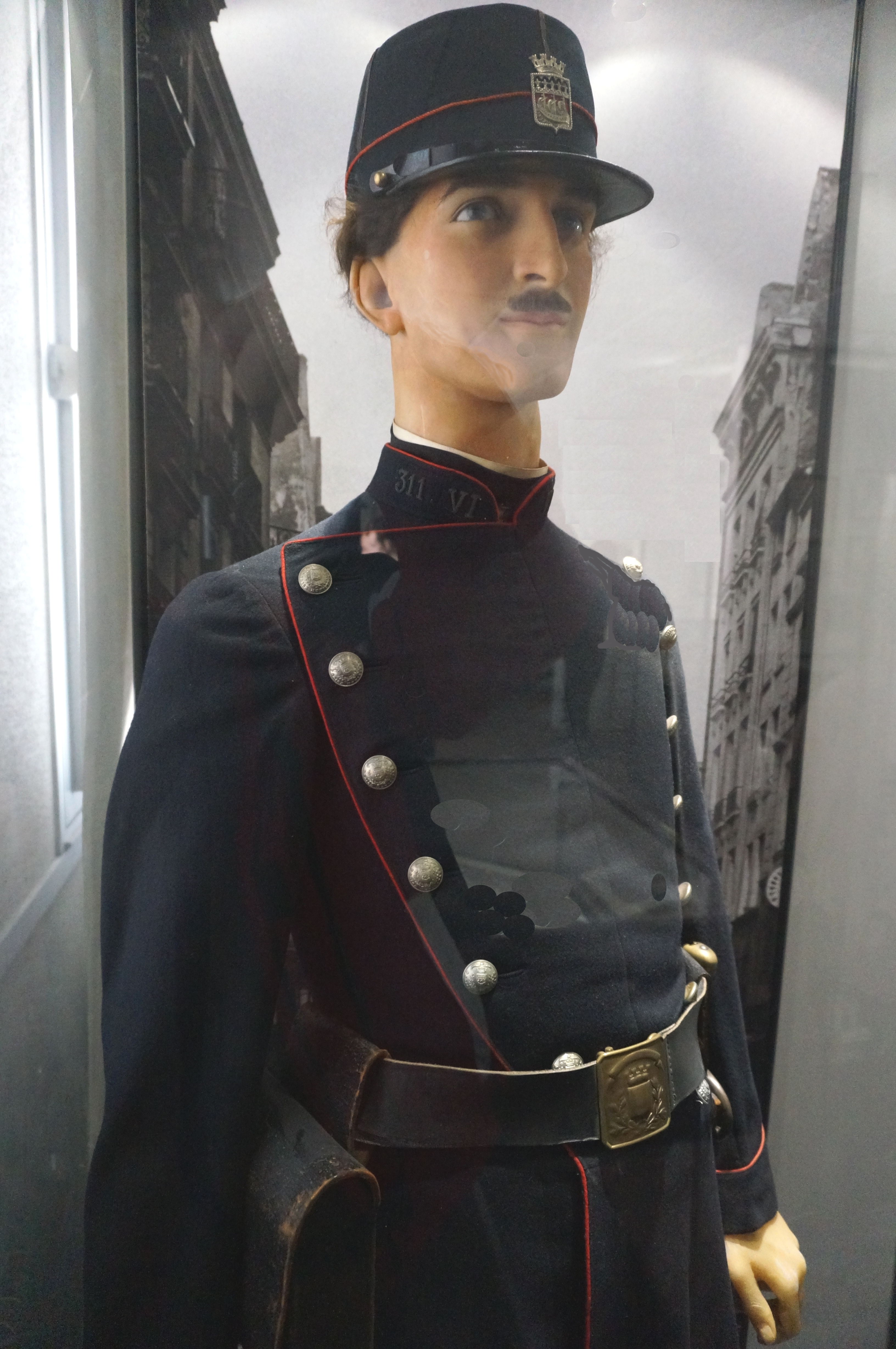
costume de gardien de la paix (1873-1894).